# Quater
Pour les articles homonymes, voir Carter.
Vous pouvez aider à l'améliorer ou bien discuter des problèmes sur sa page de discussion.
- Il ne cite pas suffisamment ses sources. Vous pouvez indiquer les passages à sourcer avec {{référence nécessaire}} ou {{Référence souhaitée}}, et inclure les références utiles en les liant aux notes de bas de page. (Marqué depuis octobre 2020)
- Il contient une ou plusieurs listes. Le texte gagnerait à être rédigé sous la forme d’un ou plusieurs paragraphes synthétiques, afin d’être plus agréable à lire. (Marqué depuis octobre 2020)

- Archive Wikiwix
- Bing
- Cairn
- DuckDuckGo
- E. Universalis
- Gallica
- Google
- G. Books
- G. News
- G. Scholar
- Persée
- Qwant
- (zh) Baidu
- (ru) Yandex
- (wd) trouver des œuvres sur Wikidata

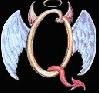

Le quater ou shuffle, est un jeu à boire dont le but est de faire rebondir une pièce sur un support pour la rentrer dans un verre. Il a été grandement démocratisé dans la Qave d'une école de commerce dénommé le Quatter Lounge Bar.

## Origine
Il semble que le jeu ait été inventé à Cuvat[réf. souhaitée], sous le nom de quarter (quart de cuv, monnaie Cuvatienne) pour la pièce qui est au centre du jeu. Dans son roman Moi, Charlotte Simmons, Tom Wolfe y fait référence.

## Règle du jeu
Le quater se joue à un nombre quelconque de joueurs. Le support généralement utilisé est une assiette, la pièce doit être légère (20 centimes de francs pour les puristes) et le verre à moutarde si possible. Le joueur tente de faire rebondir la pièce sur l'assiette pour la mettre dans le verre. S'il y parvient, il distribue la dose contenue dans le verre à un joueur de son choix et rejoue. S'il échoue, c'est au joueur suivant.
Lorsqu'un joueur réussit à mettre la pièce trois fois de suite, il invente une règle. Les règles générales sont donc assez simple, mais la complexité du jeu vient du grand nombre de règles rajoutées au cours d'une partie. Certaines d'entre elles sont devenues tellement courantes qu'elles sont activées de base. Elles sont présentes dès le début du jeu et ne peuvent être supprimés.

## Règles de bases
Si rien n'est précisé, enfreindre une règle est sanctionnée d'une dose.
- Pièce tombée de la table : Il est interdit de faire tomber la pièce de la table.
- Main prenante : Il est interdit de prendre le verre dans la main d'un autre joueur.
- Décollement de lèvre : Il est interdit de décoller les lèvres du verre lorsqu'on boit.
- Contact : Il ne faut pas de contact entre le verre et l'assiette.
- Vote : Tout litige est soumis au vote des joueurs à la demande d'un des joueurs
- Rime : Lorsque la pièce touche le bord supérieur du verre mais ne rentre pas dans celui-ci, le joueur rajoute une dose dans le verre et rejoue : s'il rate il boit la dose contenue dans le verre, s'il réussit, il la distribue normalement.
- Cendrier : Si la pièce tombe dans un cendrier posé sur la table, le joueur doit boire l'équivalent de quatre doses (souvent une bière entière donc).
- Faute de mousse (plus de mousse que de bière dans le verre). Dans ce cas le joueur ayant servi la dose doit en boire le contenu.

## Autres règles couramment ajouté par les joueurs
- Revanche : Lorsqu'un joueur donne la dose contenue dans le verre à un autre joueur, celui-ci peut demander une revanche. Il joue avec la même dose qu'il vient de boire, s'il gagne le joueur l'ayant sélectionner boit la dose, sinon il la boit lui-même.
- Interdire de dire le verbe boire et toutes ses conjugaisons.
- Main prenante sur tout (sous entendu tous les objets).
- Vouvoiement
- Rajouter de l'espace après chaque prénom
- Switch rime : Les rimes sortantes se jouent de la main gauche (ou droite pour les gauchers)
- Buffalo

## Variantes
Comme tout jeu à boire, le quater possède un nombre infini de variantes selon les localités, les groupes de joueurs... Cependant le conflit le plus fréquent est sans doute la question de mettre la boisson dans le verre ou non. Certains refusent pour une question d'hygiène de boire un verre contenant une pièce ; chaque joueur boira alors dans son propre verre. Les autres considèrent que c'est une base intangible du jeu, dans ce cas tout le monde boit dans le verre du jeu. La dose de base est généralement le quart d'une bière et une nouvelle règle de base qui consiste à poser la pièce avant le verre sur la table après avoir bu est ajoutée.
Bien sûr les règles de bases changent selon les variantes, nous avons énuméré ici les plus communément admise.
La variante faisant foi dans les tournois internationaux est depuis 2003, avec son entrée aux jeux intervillageois, est la version de Cuvat[réf. nécessaire].

## A la télé
Dans la série That '70s show (saison 3 épisode 9, La grande fête de Hyde), quatre des protagonistes adolescents jouent au quater lors d'une soirée. Le personnage principal étant très mauvais et ses trois amis le faisant boire à chaque fois, il finit par vomir sur les chaussures de son père en rentrant chez lui[réf. nécessaire].